# William Sharp (pisarz)
William Sharp (ur. 12 września 1855 w Paisley, zm. 12 grudnia 1905) – szkocki pisarz, poeta, biograf literacki. Od 1893 pisał także pod pseudonimem Fiona MacLeod - sekret, że to właśnie on kryje się pod tym pseudonimem utrzymywał prawie do końca życia. Był także edytorem poezji takich autorów jak: Osjan, Walter Scott, Matthew Arnold, Algernon Charles Swinburne i Eugene Lee-Hamilton.

## Prace
- Dante Gabriel Rossetti: A Record and Study (1882)
- The Human Inheritance, The New Hope, Motherhood and Other Poems (1882)
- Sopistra and Other Poems (1884);
- Earth's Voices (1884) wiersze
- Sonnets of this century (1886) edytor
- Sea-Music: An Anthology of Poems (1887)
- Life of Percy Bysshe Shelley (1887)
- Romantic Ballads and Poems of Phantasy (1888)
- Sport of chance (1888) powieść
- Life of Heinrich Heine (1888)
- American Sonnets (1889)
- Life of Robert Browning (1889)
- The Children of Tomorrow (1889)
- Sospiri di Roma (1891) wiersze
- Life of Joseph Severn (1892)
- A Fellowe and his Wife (1892)
- Flower o' the Vine (1892)
- Pagan Review (1892)
- Vistas (1894);
- Pharais (1894) powieść, jako FM
- The Gipsy Christ and Other Tales (1895)
- Mountain Lovers (1895) powieść, jako FM
- The Laughter of Peterkin (1895) jako FM
- The Sin-Eater and Other Tales (1895) jako FM
- Ecce puella and Other Prose Imaginings (1896)
- The Washer of the Ford (1896) powieść, jako FM
- Fair Women in Painting and Poetry (1896)
- Lyra Celtica: An Anthology of Representative Celtic Poetry (1896)
- By Sundown Shores (1900) jako FM
- The Divine Adventure (1900) jako FM
- Iona (1900) jako FM
- From the Hills of Dream, Threnodies Songs and Later Poems (1901) jako FM
- The Progress of Art in the Nineteenth century (1902)
- The House of Usna (1903) sztuka, jako FM
- Literary Geography (1904)
- The Winged Destiny: Studies in the Spiritual History of the Gael (1904) jako FM, dedykowane Dr John Goodchild
- The Immortal Hour (1908) sztuka, jako FM